# Zuidlaren
Zuidlaren (en drents : Zuudlaoren) est une ville néerlandaise de la commune de Tynaarlo, située dans la province de Drenthe. Le 1er janvier 2020, la population s'élevait à 10 190 habitants.

## Géographie
Zuidlaren est située sur le Hondsrug (en néerlandais littéralement « dos de chien »), un tertre naturel rehaussé, à 15 km au sud-est de Groningue. 

## Histoire
Zuidlaren était une commune avant le 1er janvier 1998, date à laquelle elle a fusionné avec les communes d'Eelde et de Vries pour former une nouvelle commune appelée initialement Zuidlaren mais rebaptisée Tynaarlo en 2000.  

## Manifestations
L'événement le plus important dans le village est le Zuidlaardermarkt, un événement annuel du mois d'octobre qui consiste en une grande foire aux bestiaux, une grande braderie et une kermesse.

## Sites et monuments

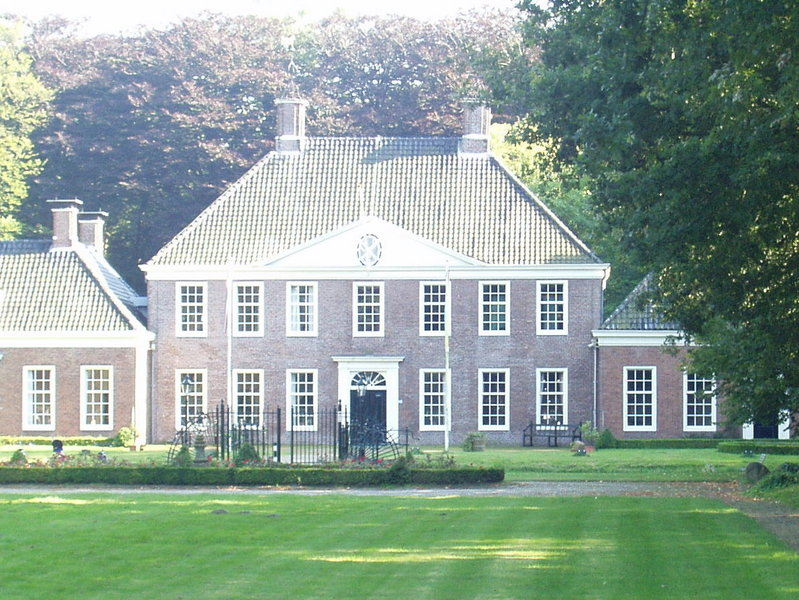
Laarwoud

L'église du village (Dorpskerk) remonte au XIIIe siècle mais a été remaniée au XVIIe siècle et restaurée entre 1972 et 1974. Elle est classée monument national depuis 1965.
Laarwoud est un vaste édifice datant pour l'essentiel du XVIIe siècle qui a abrité les services municipaux de la commune de Zuidlaren à partir de 1953 puis de Tynaarlo jusqu'en 2004.
Le centre de la ville abrite plusieurs importantes sculptures. La statue d'un cheval et deux marchands aux chevaux a été inaugurée en 2000 par le prince Guillaume-Alexandre des Pays-Bas au cours du Zuidlaardermarkt.
La statue de Berend Botje se réfère à Lodewijk van Heiden (1773-1850), un navigateur néerlandais. Ce personnage est popularisé par une chanson enfantine chanté dans les écoles maternelles de la commune.
Le mémorial de la Seconde Guerre mondiale s'élève en face de Laarwoud. La commémoration annuelle des habitants de Zuidlaren tués au cours lors du conflit a toujours lieu le 4 mai, le lendemain du jour de la libération. 
Situé à l'est du village, le moulin à vent appelé De Wachter produit de la farine et de l'huile et possède sa propre boulangerie.

## Personnalités liées à la ville
- Maarten Kossmann, né en 1966 à Zuidlaren, est un linguiste, professeur à l'université de Leyde.